# کتاب‌شناسی اکبر رادی
این مقاله سیاهه‌ای است از نوشته‌های اکبر رادی (۱۳۸۶–۱۳۱۸)، نمایشنامه‌نویس ایرانیِ قرن چهاردهم هجری خورشیدی، به ترتیبِ تاریخِ نگارش و نیز به تفکیکِ گونه.
رادی از نمایشنامه‌نویسان برجستهٔ روزگارش به‌شمار می‌رود. نوشته‌های او از اواخر دههٔ ۱۳۳۰ به بعد بعضی از مهم‌ترین نمایشنامه‌های زبان فارسی را در بر می‌گیرد. رادی، همراهِ بهرام بیضایی، برترین نمایشنامه‌نویس زبان فارسی و، با نویسندگانی چون علی نصیریان و بیژن مفید و غلامحسین ساعدی و اسماعیل خلج و محسن یلفانی، از اندک‌شمار آفرینندگان آثار ماندگار روزگار زرّین درام فارسی به شمار می‌رود. با این همه، هیچ‌کدام از نمایشنامه‌هایش در دوران زندگیش جایزه‌ای نبرد و نامش هرگز در دوران زندگی خودش در کتاب‌های درسی مدرسه‌های ایران نیامد.
بیضایی نمایشِ افرا (۱۳۸۶) را به رادی تقدیم کرد؛ و در سوگش او را به «سرچشمه‌ای» مانند کرد و شکوهِ نوشته‌هایش را به «غرّش رودی . . . که از زیر سرانگشتان وی جاری بود».

## کتاب‌ها
این جدول فهرستی است از کتاب‌های چاپ‌شدهٔ نویسنده. بیشترِ این نمایشنامه‌ها بارها به نمایش درآمده است.
گونه
| نمایشنامه | داستان | گفتگو | مجموعه |

| کتاب‌های چاپ‌شده | کتاب‌های چاپ‌شده                          | کتاب‌های چاپ‌شده   | کتاب‌های چاپ‌شده | کتاب‌های چاپ‌شده         | کتاب‌های چاپ‌شده |
| -------------- | --------------------------------------- | ---------------- | -------------- | ---------------------- | --- |
| سال نگارش      | نام                                     | گونه             | سال انتشار     | ناشر                   | توضیحات |
| ۱۳۳۵           | مسخره                                   | داستان           | ۱۳۹۷           | خاموش                  | |
| ۱۳۳۶           | از دست رفته                             | نمایشنامه        | ۱۳۹۷           | خاموش                  | |
| ۱۳۳۷           | افسانۀ دریا                             | داستان           | ۱۳۹۷           | خاموش                  | |
| ۱۳۳۶           | مردی کنار رود                           | داستان           | ۱۳۹۷           | خاموش                  | |
| ۱۳۳۶ و ۱۳۳۸    | ماهیگیران دریا و کنار حوض               | مجموعه داستان    | ۱۳۹۷           | خاموش                  | |
| ۱۳۳۵ تا ۱۳۳۷   | میان در و چند داستان دیگر               | مجموعه داستان    | ۱۳۹۷           | خاموش                  | |
|                | گزارش یا یادداشت‌های یک کارمند           | داستان           | ۱۳۹۷           | خاموش                  | |
| ۱۳۳۸           | روزنه آبی                               | نمایشنامه        | ۱۳۴۱           | نویسنده اندیشه بن قطره | نمایشی تلویزیونی به همین نام از رویش ساخته‌اند که سال ۱۳۵۵ پخش شده‌است. |
| ۱۳۴۲           | افول                                    | نمایشنامه        | ۱۳۴۳           | طرفه زمان قطره         | |
| ۱۳۴۴-۱۳۴۵      | مرگ در پاییز                            | نمایشنامه        | ۱۳۴۹           | رز زمان قطره           | بازنوشته به سال ۱۳۵۶ - شامل سه تک‌پردهٔ «محاق» (۱۳۴۴) و «مسافران» (۱۳۴۵) و «مرگ در پاییز» (۱۳۴۵) که نخست جداجدا در ماهنامهٔ پیام نوین به سال ۱۳۴۴ و ۱۳۴۵ منتشر شده بود. نمایشِ تلویزیونی مرگ در پاییز شاملِ سه‌گانۀ «محاق» و «مسافران» و «مرگ در پاییز» در سه هفتهٔ پیاپی به سال ۱۳۴۶ پخش شد. |
| ۱۳۴۵           | از پشت شیشه‌ها                           | نمایشنامه        | ۱۳۴۶           | زمان روزن قطره         | سال ۱۳۴۵ در ماهنامهٔ پیام نوین منتشر شده بود. |
| ۱۳۴۵ تا ۱۳۵۰   | نامه‌های همشهری                          | مجموعه نامه      | ۱۳۵۰           | قطره                   | پیش‌تر در ماهنامهٔ نگین منتشر شده بود. مجموعه‌ای است از ده نامه به مخاطبی مفروض (همشهری). |
| ۱۳۴۶           | ارثیه‌ی ایرانی                           | نمایشنامه        | ۱۳۴۷           | زمان امیرکبیر قطره     | سال ۱۳۴۶ در ماهنامهٔ بازار (ویژهٔ هنر و ادبیات) منتشر شده بود. نمایشِ تلویزیونی ارثیه ایرانی به سال ۱۳۵۶ پخش شد. |
| ۱۳۴۸           | صیادان                                  | نمایشنامه        | ۱۳۴۸           | زمان قطره              | |
| ۱۳۵۰           | لبخند باشکوه آقای گیل                   | نمایشنامه        | ۱۳۵۲           | زمان قطره              | |
| ۱۳۵۰           | دستی از دور                             | مجموعه مقاله     | ۱۳۵۲           | امید                   | |
| ۱۳۵۳           | در مه بخوان                             | نمایشنامه        | ۱۳۵۴           | زمان قطره              | |
| ۱۳۸۰ - ۱۳۵۴    | انسان ریخته یا نیمرخ شبرنگ در سپیدۀ سوم | مجموعه مقاله     | ۱۳۸۳           | قطره                   | |
| ۱۳۵۶           | هاملت با سالاد فصل                      | نمایشنامه        | ۱۳۵۷           | زمان قطره              | |
|                | جاده                                    | مجموعه داستان    | ۱۳۴۹           | لوح                    | شامل هفت داستانِ «کوچه»، «فانوس»، «مه»، «جاده»، «باران»، «تاووس»، «سوء‌تفاهم» |
| ۱۳۵۸ و ۱۳۵۹    | مُنجی در صبح نمناک                       | نمایشنامه        | ۱۳۶۵           | زمان                   | نسخهٔ بازنگریستهٔ نویسنده در مجموعهٔ روی صحنه آبی آمده. نسخهٔ تلخیص‌شده‌ای نیز پس از مرگِ نویسنده به کوشش همسرش، حمیده‌بانو عنقا، نوشته و به وسیلهٔ نشر قطره منتشر شده‌است. |
| ۱۳۶۴           | آهسته با گل سرخ                         | نمایشنامه        | ۱۳۶۸           | نمایش قطره             | دو نمایش تلویزیونی بر اساسش ساخته شده: آهسته با گل سرخ (نمایش ۱۳۶۷) و آهسته با گل سرخ (نمایش ۱۳۸۳). |
| ۱۳۶۱           | پلکان                                   | نمایشنامه        | ۱۳۶۸           | نمایش قطره             | نمایشی تلویزیونی به همین نام بر اساسش ساخته و به سال ۱۳۹۱ از شبکه چهار تلویزیون ایران پخش شده‌است. |
| ۱۳۶۳ و ۱۳۷۸    | تانگوی تخم‌مرغ داغ                       | نمایشنامه        | ۱۳۸۱           | ویستار قطره            | |
| ۱۳۶۸           | بشنو از نی                              | گفتگو            | ۱۳۷۰           | هدایت                  | نسخهٔ نخستینِ مکالمات - دیِ ۱۳۶۸ بخشی از این گفتگو با نام «تئاتر هویت، تئاتر آدم‌های زندهٔ روزگار» در شمارهٔ نخست ادبستان فرهنگ و هنر منتشر شده بود. |
| ۱۳۶۸           | مکالمات                                 | گفتگو            | ۱۳۷۹           | ویستار                 | بازنوشتهٔ بشنو از نی |
| ۱۳۷۱           | آمیز قلمدون                             | نمایشنامه        | ۱۳۷۷           | نیلا قطره              | نمایشی تلویزیونی به همین نام به سال ۱۳۷۳ بر اساسش ساخته‌اند، که سال ۱۳۸۴ پخش شد. |
| ۱۳۷۰           | شب روی سنگفرش خیس                       | نمایشنامه        | ۱۳۷۸           | نیلا قطره              | بخشی از این نمایشنامه پیش‌تر در تابستان ۱۳۷۴ در شمارهٔ ۵۰ مجلّهٔ گردون منتشر شده بود. |
| ۱۳۷۳           | باغ شب‌نمای ما                           | نمایشنامه        | ۱۳۷۸           | نیلا قطره              | بخشی از این نمایشنامه به نام «قبلهٔ عالم» پیش‌تر در شماره ۱ مجلّهٔ پایاب در اسفند ۱۳۷۷ منتشر شده بود. |
| ۱۳۴۵           | ملودی شهر بارانی                        | نمایشنامه        | ۱۳۷۶           | ویستار قطره            | بخشی از این نمایشنامه به نام «این مه وحشی» پیش‌تر در شماره ۶ مجلّهٔ پایاب در دی ۱۳۸۰ منتشر شده بود. نمایشی تلویزیونی به همین نام بر اساسش ساخته و به سال ۱۳۸۷ پخش شده‌است. |
| ۱۳۷۹           | خانمچه و مهتابی                         | نمایشنامه        | ۱۳۸۱           | آگرا قطره              | بازنگریستهٔ ۱۳۸۴. بخشی از این نمایشنامه پیش‌تر در مجلّهٔ گیله‌وا منتشر شده بود. |
|                | شب بخیر جناب کنت و کاکتوس               | مجموعه نمایشنامه | ۱۳۸۳           | قطره                   | شامل دو تک‌پرده‌ایِ «کاکتوس» و «شب بخیر جناب کنت» |
| ۱۳۸۳ - ۱۳۸۲    | آهنگ‌های شکلاتی                          | نمایشنامه        | ۱۳۸۸           | قطره                   | |
| ۱۳۸۱           | پایین، گذر سقاخانه                      | نمایشنامه        | ۱۳۸۳           | قطره                   | |
| ۱۳۳۸ تا ۱۳۸۶   | روی صحنه آبی                            | مجموعه نمایشنامه | ۱۳۸۲ تا ۱۳۸۴   | قطره                   | چهار دفتر شامل نمایشنامه‌های چهار دههٔ ۱۳۴۰ و ۱۳۵۰ و ۱۳۶۰ و ۱۳۷۰ هجری خورشیدی |
| ۱۳۸۶           | پشت صحنهٔ آبی                            | گفتگو            | ۱۳۸۸           | مروارید                | |
| ۱۳۴۳ تا ۱۳۸۶   | نامه‌های اکبر رادی                       | مجموعه نامه      | ۱۳۹۵           | نشانه                  | مجموعۀ ۷۳ نامه به حسین زنده‌رودی، محمدعلی جمالزاده، ابراهیم پاشا، محسن یلفانی، کمال حاج‌سیدجوادی، فرامرز طالبی، عبدالحسین آل رسول، بهزاد قادری، علیرضا پارسی، محمود کیانوش، فرج سرکوهی، یدالله آقاعباسی، نصرالله قادری، احسان یارشاطر، بیژن اسدی‌پور، عباس معروفی، هوشنگ گلشیری، علیرضا پنجه‌ای، ابراهیم رهبر، نغمه ثمینی، محمدتقی پوراحمد جکتاجی، مجید دانش‌آراسته، رحیم چراغی، جان گلیفورد، محمدتقی صالح‌پور، فرخنده حاجی‌زاده، مجید فلاح‌زاده، هادی میرزانژاد موحد، امین‌رضا عابدی‌نژاد، علی دهباشی، جعفر والی، خسرو حکیم رابط، یعقوب آژند، جلال خسروشاهی، بهرام بیضایی، سید محمد فصیحی، فریندخت زاهدی، مهدی اخوان لنگرودی و رضا براهنی |

## داستان‌های کوتاه
غیر از اوّلی و هشتمی، همه در مجموعه داستان جاده گردآمده:
1. «موش مرده» (۱۳۳۵، کیهان)
2. «مه» (۱۳۳۷)
3. «باران» (۱۳۳۸، اطلاعات جوانان)
4. «جاده» (۱۳۳۹، اطلاعات جوانان)
5. «سوء‌تفاهم» (۱۳۳۹، فردوسی)
6. «کوچه» (۱۳۳۹، سخن)
7. «فانوس» (۱۳۴۱، آرش)
8. «مرثیه» (۱۳۴۲، آرش)
9. «تاووس» (۱۳۴۳)

داستان‌های نوجوانی رادی در سال ۱۳۹۷ به صورت کتاب منتشر شد.

## مقالات و منشآت

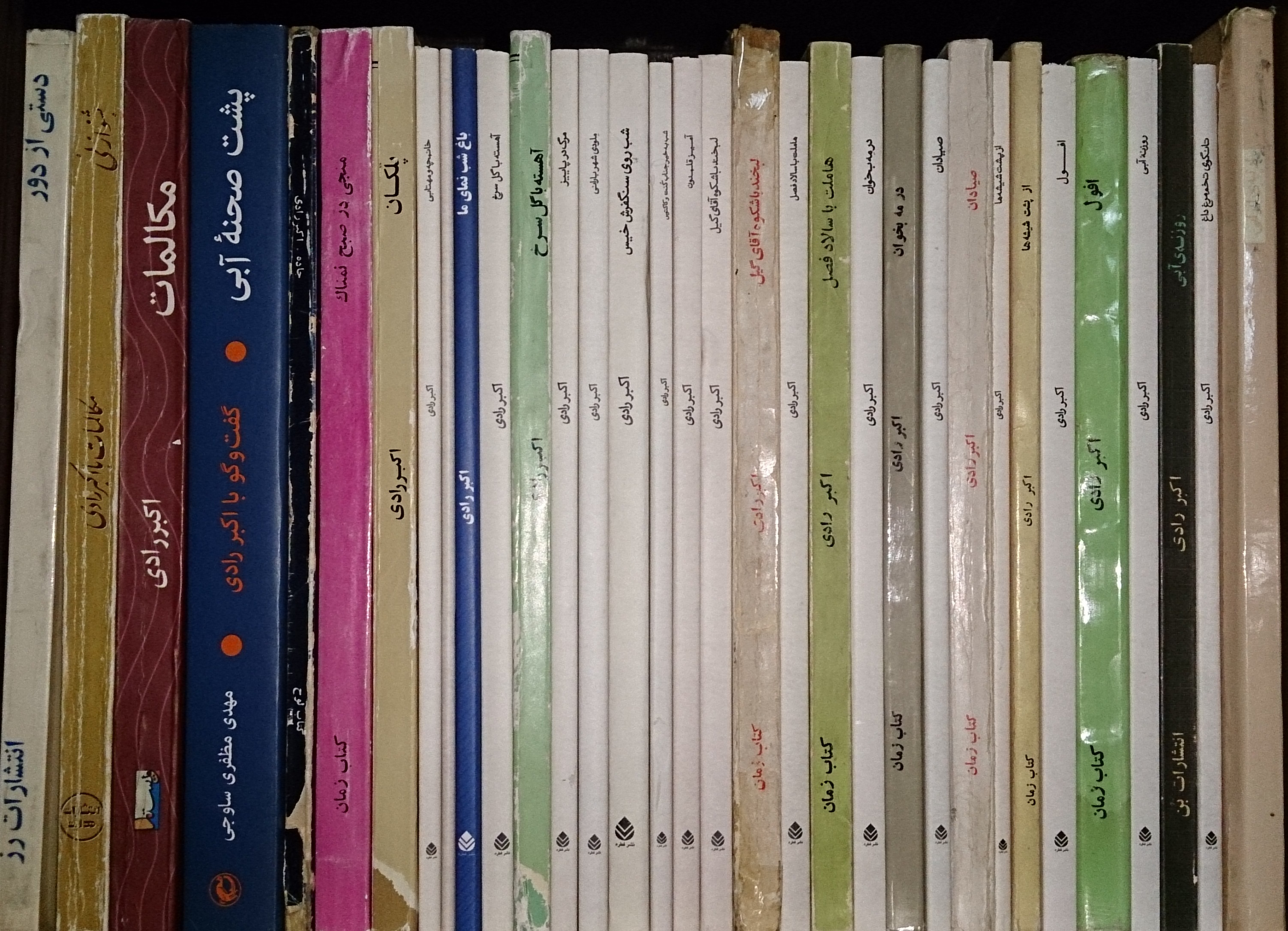
کتاب‌های اکبر رادی – رادی بیشترِ نمایشنامه‌هایش را بازنویسی کرده و از این‌ها بیش از یک نسخهٔ منتشرشده هست.

| تاریخ انتشار       | نام                                                             | مجموعه                                  | توضیحات                                                                                               |
| ------------------ | --------------------------------------------------------------- | --------------------------------------- | --- |
| ۱۳۴۲               | «درباره‌ی مترسکها در شب و عروسکها: دو نمایشنامه از بهرام بیضایی» | دستی از دور                             | آرش، شمارهٔ ۶                                                                                          |
| ۱۰ و ۱۱ اسفند ۱۳۴۴ | «پهلوان اکبر می‌میرد»                                            |                                         | بازار (ویژه هنر و ادبیات)                                                                             |
| تیر ۱۳۴۶           | «نامه‌های همشهری: تفاوت اساسی هنر امروز و هنر کلاسیک»            |                                         | بازار (ویژه هنر و ادبیات)، شمارهٔ ۲۵                                                                   |
| ۱۳۴۶               | «شکست روزنه آبی از دیدگاه من»                                   |                                         | کتاب نمایش                                                                                            |
| خرداد ۱۳۴۸         | «حسن کچل و سخنی با کارگردان»                                    |                                         | بازار (ویژهٔ هنر و ادبیات)، شمارهٔ ۳۷                                                                   |
| ۱۳۴۸               | «در ویشی چه خبر است»                                            |                                         | بازار (ویژهٔ هنر و ادبیات)، شمارهٔ ۳۸ - دربارهٔ حادثه در ویشی                                            |
| اسفند ۱۳۵۰         | «تئاتر وطنی»                                                    |                                         | نگین، شمارهٔ ۸۲                                                                                        |
| زمستان ۱۳۵۱        | «گیله‌مرد من»                                                    |                                         | صدا، ۱                                                                                                |
| زمستان ۱۳۵۱        | «از نامه‌های همشهری»                                             |                                         | صدا، شمارهٔ ۲                                                                                          |
| ۲۰ فروردین ۱۳۵۶    | «حرمت قلم را در مقابل ظلم حفظ کنید»                             |                                         | کیهان، شمارهٔ ۱۰۱۳۷ - متن سخنرانی در جلسهٔ آشنایی و گفتگو با هنرمندان                                   |
| ۲۰ فروردین ۱۳۵۶    | «نویسندگان ما همیشه جلوتر از منتقدان بودند»                     |                                         | کیهان، شمارهٔ ۱۰۱۳۷ - متن سخنرانی در جلسهٔ آشنایی و گفتگو با هنرمندان                                   |
| ۲۷ مهر ۱۳۵۷        | «حرمت قلم را در مقابل ظلم حفظ کنید»                             |                                         | کیهان، شمارهٔ ۱۰۵۹۰                                                                                    |
| ۲۸ فروردین ۱۳۵۸    | «نامه‌های همشهری: نقد چون با اثر درآمیخت شکفته می‌شود»            |                                         | صدای معاصر                                                                                            |
| شهریور ۱۳۵۸        | «قضیه این است»                                                  |                                         | بازار (ویژهٔ هنر و ادبیات)                                                                             |
| اسفند ۱۳۶۰         | «با اجازه آقای سوخوو-کابیلین»                                   |                                         | برج، شمارهٔ ۵                                                                                          |
| ۱۳۶۲               | «به عنوان پانویس»                                               |                                         | چراغ، شمارهٔ ۵                                                                                         |
| آبان ۱۳۶۳          | «یادداشتی درباره پلکان»                                         |                                         | جوانان، شمارهٔ ۹۵ - برنوشتِ پلکان                                                                       |
| ۱۳۶۴               | «نامهٔ هشتم»                                                     |                                         | در کتابِ مجموعه مقالات در نقد و بررسی آثار مسعود کیمیایی، انتشارات آگاه                                |
| اردیبهشت ۱۳۶۶      | «سایه‌روشن یک چهره: گذری بر تمثیلات»                             |                                         | نقش قلم (ویژه فرهنگ و هنر و ادبیات)، شمارهٔ ۲ - دربارهٔ تمثیلاتِ میرزا فتحعلی آخوندزاده                  |
| تیر ۱۳۶۶           | «سایه‌روشن یک چهره: گذری بر تمثیلات»                             |                                         | نقش قلم (ویژه فرهنگ و هنر و ادبیات)، شمارهٔ ۳ - دربارهٔ تمثیلاتِ میرزا فتحعلی آخوندزاده                  |
| ۲۲ تیر ۱۳۶۷        | «تا حکم زمانه چه باشد»                                          | انسان ریخته یا نیمرخ شبرنگ در سپیدۀ سوم | آدینه، شمارهٔ ۲۵                                                                                       |
| مرداد ۱۳۷۰         | «بشنو از نی: نمایشنامه‌نویسان ایران - ۱»                         |                                         | فرجاد، شمارهٔ ۴-۲                                                                                      |
| تیر ۱۳۷۲           | «ما و نامه آقای رادی»                                           |                                         | آدینه، شمارهٔ ۸۲                                                                                       |
| تیر و مرداد ۱۳۷۲   | «زبان معیار گیله‌وا، زبان چه عصری است»                           |                                         | گیله‌وا، ۱                                                                                             |
| آذر ۱۳۷۲           | «آن شر باشکوه»                                                  |                                         | تکاپو، شمارهٔ ۶ - چاپ‌های دیگر در جلد ۴ ادب و هنر امروز ایران (۱۳۷۳) و سیری در تاریخ تئاتر ایران (۱۳۷۸) |
| شهریور ۱۳۷۳        | «فرهنگ شفاهی ما و یک مونولوگ آهسته»                             |                                         | آدینه، شمارهٔ ۹۴ و ۹۵                                                                                  |
| آذر ۱۳۷۴           | «نامه دوم»                                                      |                                         | گردون، شمارهٔ ۵۶                                                                                       |
| ۱۳۷۵               | «درد شکفتن معنی»                                                | انسان ریخته یا نیمرخ شبرنگ در سپیدۀ سوم | کلک، شمارهٔ ۸۳-۸۰                                                                                      |
| نوروز ۱۳۷۶         | «با نمایشنامه‌نویسان این جشنواره»                                |                                         | آدینه، شمارهٔ ۱۱۶ و ۱۱۷                                                                                |
| فروردین ۱۳۷۶       | «رشت، خاک من، شهر آبی»                                          |                                         | زمان، شمارهٔ ۱۵ - چاپ دیگر در گیله‌وا (یادگارنامه اکبر رادی)                                            |
| شهریور ۱۳۷۶        | «مکالمات»                                                       |                                         | آدینه، شمارهٔ ۱۲۰                                                                                      |
| دی ۱۳۷۶            | «چگونه مسمایی است؟»                                             |                                         | آدینه، شمارهٔ ۱۲۳                                                                                      |
| مرداد ۱۳۷۷         | «مکالمات»                                                       |                                         | آدینه، شمارهٔ ۱۲۸                                                                                      |
| مرداد ۱۳۷۷         | «مکالمات»                                                       |                                         | آدینه، شمارهٔ ۱۲۹                                                                                      |
| اسفند ۱۳۷۷         | «آری، بهانه است»                                                |                                         | پایاب، شمارهٔ ۱                                                                                        |
| نوروز ۱۳۷۸         | «حکایت مظلومی دیگر»                                             |                                         | آدینه، شمارهٔ ۱۳۷                                                                                      |
| پاییز ۱۳۷۸         | «چخوف»                                                          |                                         | گیله‌وا (ویژهٔ هنر و اندیشه)                                                                            |
| پاییز ۱۳۷۸         | «طالع ویژه‌نامه خجسته باد»                                       |                                         | گیله‌وا (ویژهٔ هنر و اندیشه)                                                                            |
| زمستان ۱۳۷۸        | «درباره ساعدی»                                                  |                                         | در کتابِ بختک‌نگار قوم: مجموعه نقد آثار ساعدی، به کوشش علی‌رضا سیف‌الدینی، نشر اشاره                      |
| زمستان ۱۳۷۸        | «نامهٔ دوم»                                                      |                                         | در کتابِ بختک‌نگار قوم: مجموعه نقد آثار ساعدی، به کوشش علی‌رضا سیف‌الدینی، نشر اشاره                      |
| نوروز ۱۳۷۹         | «انسان ریخته یا نیمرخ شبرنگ در سپیدۀ سوم»                       |                                         | بایا، شمارهٔ ۸ و ۹ - متن سخنرانی در جشنواره تئاتر کلن - چاپ دیگر در گیله‌وا، شمارهٔ ۵۷ (تیر ۱۳۷۹)        |
| نوروز ۱۳۷۹         | «بدل از بیوگرافی»                                               |                                         | گیله‌وا (ویژهٔ هنر و اندیشه)، شمارهٔ ۲                                                                   |
| تیر ۱۳۷۹           | «پاسخ اکبر رادی به محمدعلی جمالزاده»                            |                                         | گیله‌وا (یادگارنامهٔ اکبر رادی)، ضمیمهٔ شمارهٔ ۵۷                                                         |
| تیر ۱۳۸۰           | «این است حکم دیار ما»                                           |                                         | کلک، شمارهٔ ۵                                                                                          |
| تیر ۱۳۸۰           | «دمل جای دیگر است»                                              |                                         | پایاب، شمارهٔ ۵                                                                                        |
| آذر ۱۳۸۰           | «مکالمات»                                                       |                                         | پایاب، شمارهٔ ۶                                                                                        |
|                    | «گامی چند به قصد قربت»                                          |                                         | |
|                    | «عقلانیت خودکامه، حسانیت جهانی»                                 |                                         | |
| ۱۳۸۶               | «پاسخ به پرسشنامۀ گروه پژوهشیِ دانشگاه گیلان»                    |                                         | نوشتهٔ ۱۳۸۵ - فصلنامهٔ پایاب                                                                            |
| ۱۳۸۶/۱۰/۵          | «تو آن درخت روشنی»                                              | نامه‌های اکبر رادی                       | اعتماد - چاپ دیگر در شمارهٔ ۲ مجلّهٔ سیمیا                                                               |
| ۱۳۸۷               | «نامه»                                                          |                                         | پایاب. شمارهٔ ۱۹. ص. ۱۱۰−۱۱۲.                                                                          |

## گفتگوها
گفتگوهای مفصّلِ رادی کتاب شده. گفتگوهای کوتاه‌تر اینجا فهرست می‌شود:
- «گفت‌وگو با اکبر رادی». فردوسی (۷۹۶). ۱۳۴۵.
- «گفت‌وگوی رادی درباره تئاتر». خوشه. ۱۳۴۷.
- «گفت‌وگوی اکبر رادی و علی‌اصغر ضرابی: باران، گپ و یک فنجان چای». فردوسی (۱۱۱۴). ۱۳۵۲.
- «اکبر رادی: صدایی در خلأ». رستاخیز (۵۱): ۱۸-۱۷. ۱۳۵۵.
- «تئاتر ما زمین نخورده است». کیهان (۱۰۴۸۶): ۱۳. ۱۳۵۷.
- «جوهر انقلاب یکپارچه عمل می‌کند». آیندگان (۳۲۸۹): ۲۴. ۱۳۵۷.
- «بنگاه شادمانی و شلاق پهلوی». بازار: ۱۱-۱۰ و ۱۳. ۱۳۵۸.
- «بشنو از نی». فرجاد (۵): ۵۲. ۱۳۷۰.
- «برگزاری جشنواره تأثیر بسزایی در سیاست‌ها و خط مشی‌های تئاتر کشور دارد». ایران: ۸ و ۱۲. ۱۳۷۹.

## رساله‌های دانشگاهی
رادی استاد راهنما یا مشاور رساله‌های چند دانشجو بوده است. علی تاجور در کتابشناسی پایان‌نامه‌های نمایش (۱۳۸۵) نزدیک بیست پایان‌نامه به راهنمایی یا مشاورت رادی را فهرست کرده است.